# جبهة تحرير سوريا الإسلامية
جبهة تحرير سوريا الإسلامية هي جبهة ذات مرجعية إسلامية تجمع كثيراً من الفصائل المقاتلة ذات التوجه الإسلامي في سوريا. تأسست جبهة تحرير سوريا الإسلامية في شهر سبتمبر (أيلول) عام 2012م. تضم الجبهة نحو 60 ألف مقاتل[بحاجة لمصدر]، وتضم حوالي 20 من أكبر الألوية والكتائب العاملة على الأرض في أحداث الأزمة السورية. كان يقودها عند التأسيس أحمد الشيخ الملقب بأبي عيسى.

## مكونات الجبهة
تضم الجبهة حوالي 20 لواء وكتيبة، هي:
- ألويةُ صقورِ الشامِ (مختلفِ المحافظات)
- كتائب الفاروق في (مختلفِ المحافظات)
- كتائب الفاروق الإسلامية
- لواء الإسلام في دمشق وريفها وحلب وحمص والقصير ودير الزور والبادية
- لواء التوحيد في حلب وإدلب وحمص والرقة
- لواءُ عمروِ بنِ العاصْ - جيش محمد (حلب)
- لواء الفتح (حلب)
- لواء عباد الرحمن في معرة النعمان (إدلب)
- لواء حمصَ العدية (حمص)
- كتيبةُ محمدِ بنِ عبدِ الله (حمص)
- كتيبةُ الشهيدِ أحمدْ عودة (حمص)
- حركة التحرير الوطنية بقيادة العقيد فاتح حسون (حمص)
- لواء أهل البيت (حماة)
- تجمع الاستقلال (اللاذقية) ويحتوي على:
  - كتائب الهجرة إلى الله
  - كتيبة الناصر صلاح الدّين في جبل الأكراد
  - كتائب العزّ بن عبد السلام
- مجلس بانياس وطرطوس العسكري (طرطوس)
- كتائبُ صقورِ الكردِ من القامشلي (الحسكة)

## أهداف الجبهة
تهدف الجبهة إلى:
1. إسقاط النظام السوري (نظام بشار الأسد) بجميع أركانه.
2. حماية جميع السوريين، على اختلاف معتقداتهم وقومياتهم ومذاهبهم، وحماية ممتلكاتهم الخاصة والعامة.
3. ضبط السلاح وحفظ الأمن بعد إسقاط النظام السوري حتى ينال الشعب حريته ويقرر مستقبله بعون الله.
4. التمسك بسيادة سورية ووحدتها واستقلالها.

وتتخذ الجبهة الشريعة الإسلامية مرجعية لها.

## حل الجبهة
تم حل الجبهة بعد تأسيس الجبهة الإسلامية.
بيان حل جبهة تحرير سورية الإسلامية
«تعلن جبهة تحرير سورية الإسلامية عن حل نفسها وإيقاف العمل بها، وذلك بقرار اتخذ في اجتماعها الأخير المنعقد بتاريخ 21 محرم 1435 الموافق 25/11/2013م.
سائلين الله عز وجل أن يحقق لشعبنا المضطهد ما يربو إليه من التحرر من عبودية النظام وإقامة دولته وفق شريعة رب العالمين
كما تشكر الجبهة كل من ساهم في دعمها وتأييدها لسد المرحلة الماضية من عمر الثورة المباركة. كما أننا نبارك لشعبنا الأبي انطلاق مشروع الجبهة الإسلامية، راجين من الله له التوفيق والسداد.
قائد جبهة تحرير سورية الإسلامية أبو عيسى أحمد عيسى الشيخ».